# Al Aaroui
Al Aaroui (arabiska: العروي) är en stad i Marocko. Den ligger i provinsen Nador och regionen Oriental, 400 km öster om huvudstaden Rabat. Antalet invånare var 47 599 vid folkräkningen 2014.